# Oxnäsets naturreservat
Oxnäsets naturreservat är ett naturreservat i Norrtälje kommun i Stockholms län.
Området är naturskyddat sedan 2002 och är 8 hektar stort. Reservatet ligger vid södra sidan av Norrtäljevikens yttersta del. Reservatet består av barrblandskog och granskog.